# Czertezy
Czertezy – wzniesienie w Beskidzie Sądeckim w Paśmie Jaworzyny. Ma wysokość według różnych źródeł 865 m lub 833 m. W istocie jest to wzniesienie o charakterze grzbietu, więc wysokość zależy od punktu pomiaru. Jest to boczny grzbiet odbiegający od Jaworzynki w południowo-wschodnim kierunku. Początkowo pod Jaworzynką ma charakter tylko niskiej grzędy, dopiero niżej staje się wyraźniejszym grzbietem. Oddziela on dolinę potoku Milik od doliny dopływów potoku Szczawnik. Najniższa część stoków Czertez to bezleśne tereny miejscowości Szczawnik, dawniej wykorzystywane rolniczo, obecnie coraz mniej. Wyżej stoki Czertez są bardziej strome i porośnięte lasem, zaś najwyższa część jest trawiasta. Są to wielkie i nadal wypasane pastwiska. W pobliskiej bacówce pod Szczobem w sezonie wypasowym sprzedawane są wyroby z mleka owczego. Dawniej były tutaj domy (chyże) należącego do Łemków osiedla Czerteze. Łemkowie w ramach Akcji Wisła zostali wysiedleni, a od nazwy ich osiedla pochodzi nazwa wzniesienia. Zimą zaś funkcjonują tutaj dwa wyciągi narciarskie ze Szczawnika. Wraz z 6 wyciągami z Wierchomli Małej tworzą 8-wyciągową „Stację narciarską dwie doliny Muszyna – Wierchomla.

## Szlaki turystyczne
– żółty z Muszyny przez Szczawnik i Czertezy do kapliczki pod Jaworzynką. 3.20 h, ↓ 2.45 h